# فدراسیون بین‌المللی جمعیت‌های هلال احمر و صلیب سرخ
فدراسیون بین‌المللی صلیب سرخ و هلال احمر (انگلیسی: International Federation of Red Cross and Red Crescent Societies)، یک سازمان جهانی هستند که هر ساله به ۱۶۰ میلیون نفر از طریق ۱۹۰ انجمن ملی خود کمک‌های بشردوستانه را توزیع می‌کنند.

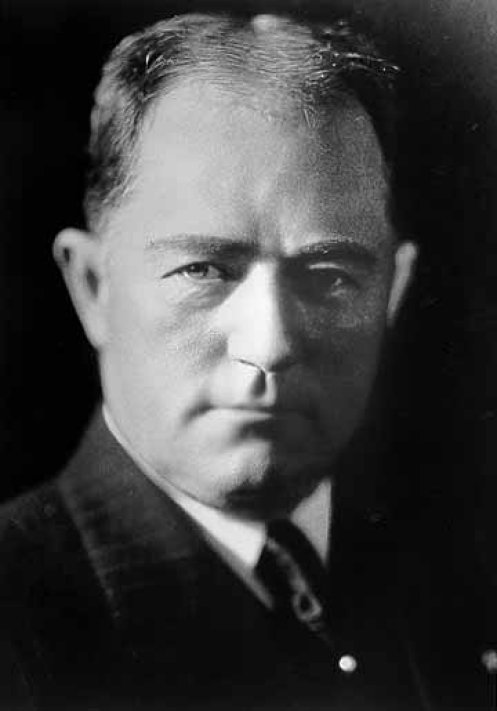
هنری پومروی دیویسون، پدر بنیاد لیگ انجمن صلیب سرخ.

## فعالیت‌ها
این سازمان پیش و بعد از فجایع و وضعیت‌های اورژانس بهداشتی برای برطرف کردن نیازها و بهبود زندگی افراد صدمه دیده عمل می‌کند. این کار بدون هیچ‌گونه تبعیضی در زمینه ملیت، نژاد، جنسیت، اعتقادات مذهبی، کلاس و عقاید سیاسی انجام می‌شود.

## استراتژی ۲۰۲۰
بر اساس استراتژی سال ۲۰۲۰ کمیته بین‌المللی صلیب سرخ و هلال احمر- برنامه جمعی این سازمان (IFRC) که شامل بخشی از نهضت بین‌المللی صلیب سرخ همراه با کمیته بین‌المللی صلیب‌سرخ و ۱۹۰ فهرست صلیب‌سرخ و جوامع هلال‌احمراست برای مقابله با چالش‌های عمده انسان‌دوستانه و توسعه دههٔ کنونی، به منظور نجات جان‌ها و تغییر اذهان، متعهد است.

## اهداف
تشکل نیروی IFRC's به صورت یک شبکه داوطلبانه است، چارچوب جامعه صلیب مبتنی است بر تخصص، حفظ استقلال، بی‌تعصبی و بی‌طرفی، این سازمان تلاش می‌کند تا استانداردهای انسانی، را با شرکای خود در واکنش نسبت به فجایع بهبود و توسعه بخشد. این استانداردها تصمیم گیرندگان را بر آن می‌دارد تا در راستای منافع مردم آسیب دیده عمل کنند. این سازمان تلاش می‌کند تا جوامع سالم را فعال کند، آسیب‌پذیری را کاهش دهد، انعطاف را تقویت کند و فرهنگ صلح را در سراسر جهان گسترش دهد.

## اصول صلیب سرخ و هلال احمر
هفت اصل اساسی که اعضای کمیته بین‌المللی صلیب سرخ و هلال احمر را هدایت می‌کند عبارتند از: انسانیت، بی‌تعصبی، بی‌طرفی، استقلال، خدمت داوطلبانه، وحدت و عمومیت.

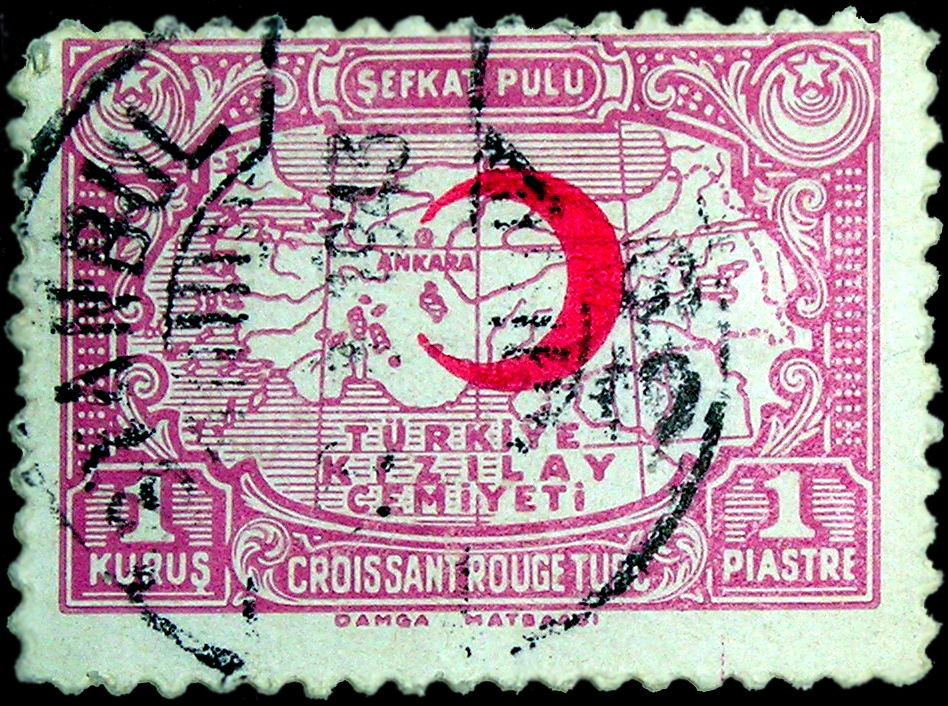
تمبری از ترکیه در حمایت از هلال احمر، ۱۹۳۸.

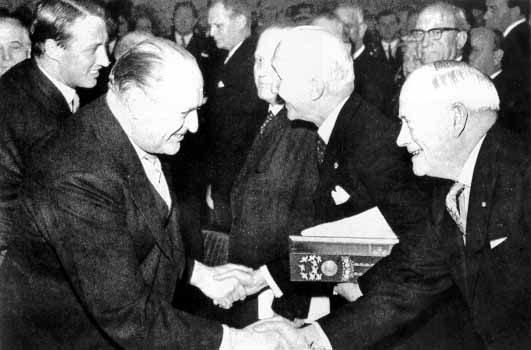
فدراسیون در سال ۱۹۶۳ مفتخر به جایزه صلح نوبل شد. از چپ به راست: اولاف از نروژ، رئیس‌جمهور ICRC لئوپولد بواسیر و رئیس لیگ جان مک آالی

.